# Příbramský potok
Příbramský potok je pravostranný přítok Litavky dlouhý 11,06 km. Plocha povodí měří 33,1 km².

## Průběh toku
Pramení Za Konětopy, jihovýchodně od Příbrami. Jeho tok směřuje převážně severním směrem. Nejdříve teče po poli a poté protéká Konětopy. Dále teče pod silnicí až do Lešetic. Zde se stáčí na východ a vlévají se do něj Lešetický potok, potok Vojna a DIAMO - SUL (zkr.: diuranát amonný + správa uranových ložisek) do něj vypouští vyčištěnou důlní vodu ze šachty číslo 15, okolo které potok teče. Voda z bývalého uranového ložiska tvoří podstatnou část potoka. Poté teče částí Příbrami- Brod. Tam podtéká pod silnicí a stéká po svahu do koryta, kde stával dříve Ornův mlýn. Poté teče Fialovým rybníkem, kde stojí další mlýn. Potok se za mlýnem zužuje a poté se před Novým rybníkem rozdělí. Část potoka rybník obtéká a část pokračuje přes systém usazovacích jezírek do rybníka. Za Novým rybníkem se tyto části sjednotí a tečou pod silnicí a vlévají se do koryta, rekonstruovaného v roce 2007 z důvodu ochrany před povodní. Potok v korytu teče kolem obytných oblastí až do Hořejší obory a poté do Dolejší obory. Zde, na kruhovém objezdu, stával dříve Marešův mlýn. Potok dále pokračuje Evropskou ulicí, okolo masen a čističky odpadních vod. ČOV i masna do potoka vypouštějí určitou část vody. Potok se do Litavky vlévá u Trhových Dušníků.

## Mlýny
Mlýny byly na potoku celkem tři.
Prvním byl Ornův mlýn, stojící na křižovatce ulic Milínské a Brodské. Mlýn dříve vyhořel a nebyl už nikdy obnoven. Je přestavován soukromí vlastníci.
Druhým je Fialův mlýn, ležící pod hrází Fialova rybníka. Ten je zachovalý a budova mlýna zde stojí, odděleně od hlavní budovy, pod její úrovní, pořád Mlýn byl a je v soukromém vlastnictví.
Třetím byl Marešův mlýn, který se tyčil na kruhovém objezdu u Dolejší obory, na místě dnešní odbočky na Obecnici. Mlýn byl postaven v roce 1527 a v roce 1690 postaven úplně nový. Mlýn po Druhé Světové válce chátral a poté byl bořen v roce 1988 a 1989.

## Vodní režim
Průměrný průtok u ústí činí 0,12 m³/s.

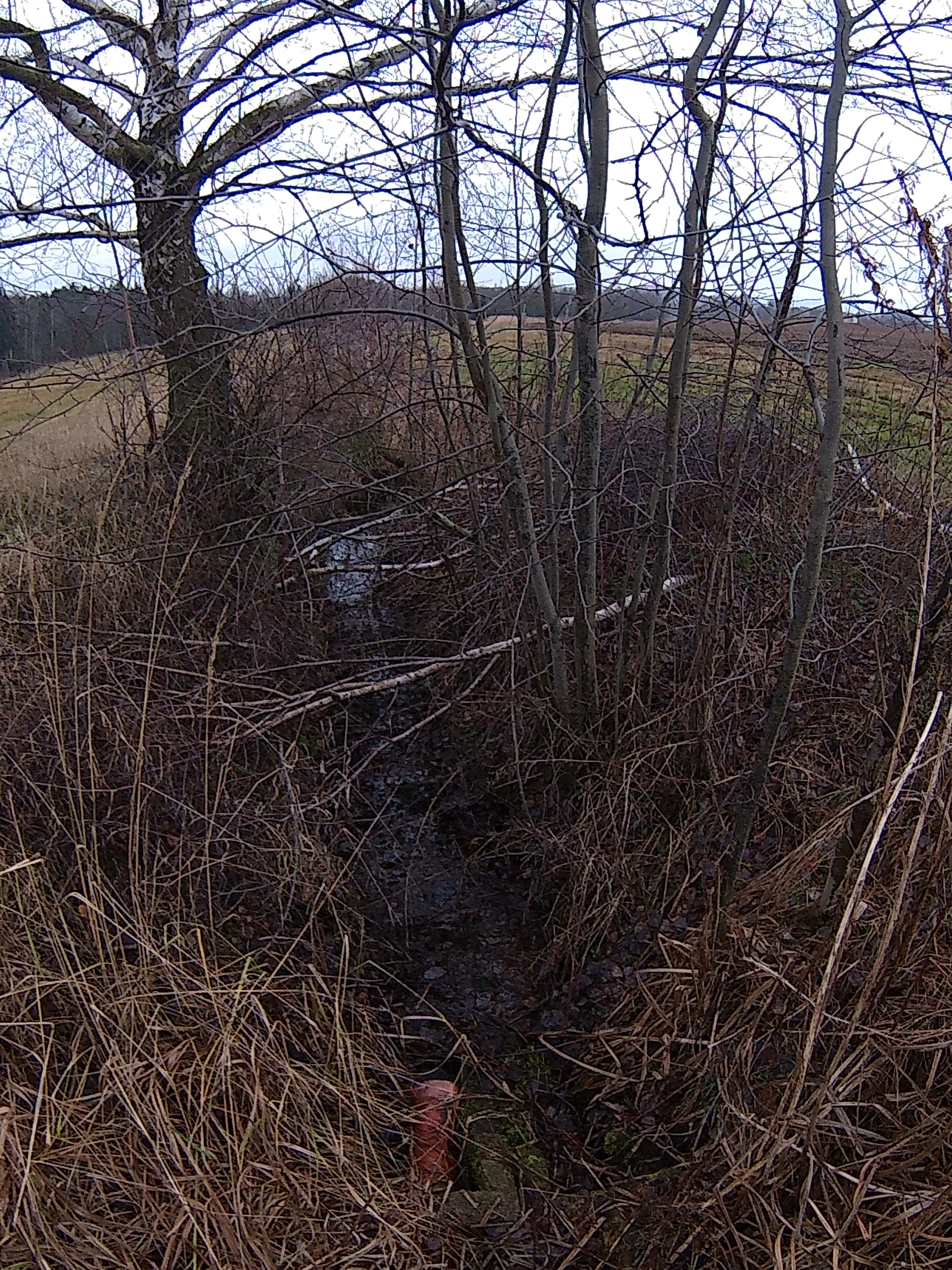
Pramen Příbramského potoka
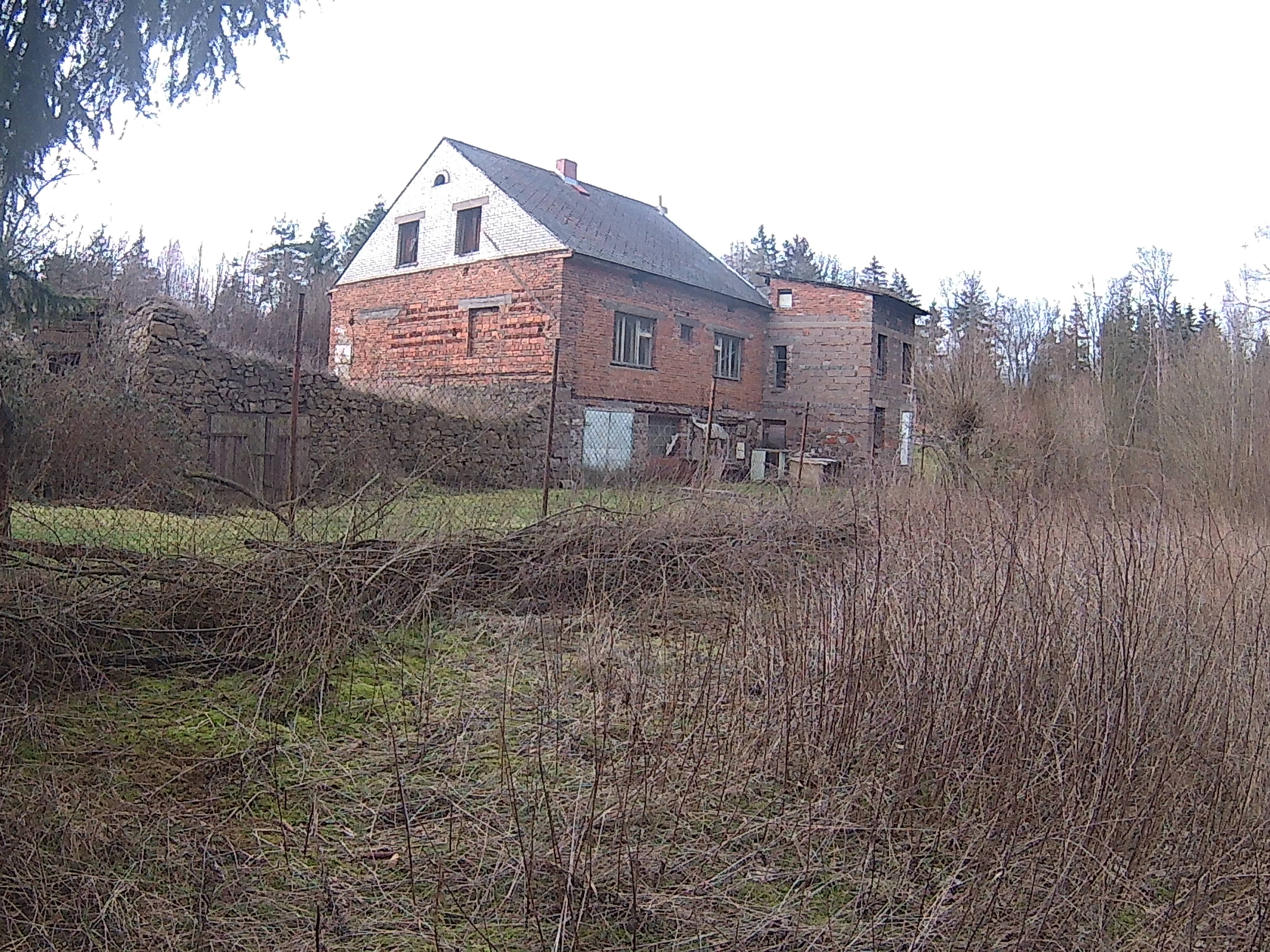
Ornův mlýn
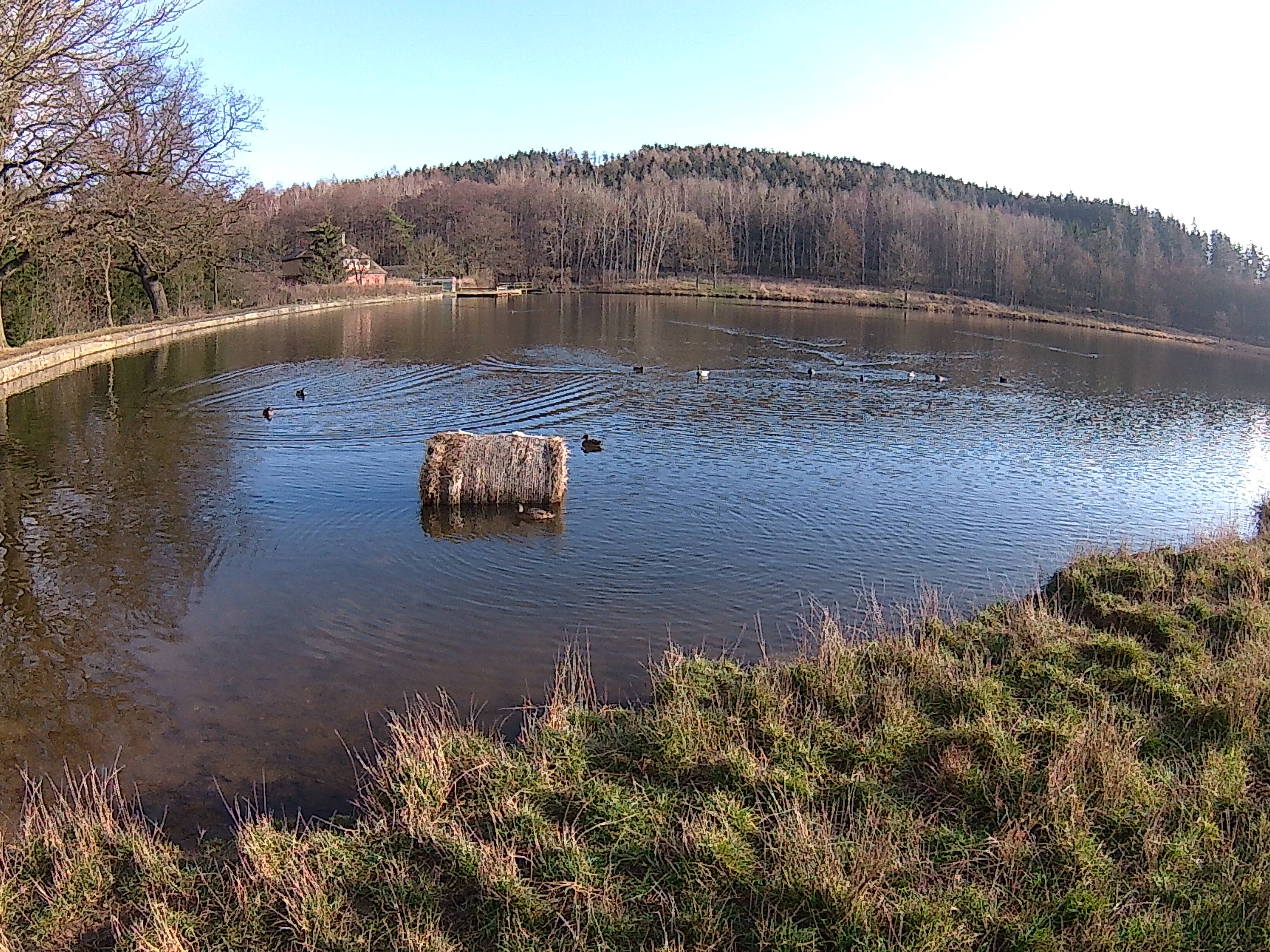
Fialův rybník